# ニコール・ウィリアムソン
ニコール・ウィリアムソン（Nicol Williamson、1936年9月14日 - 2011年12月16日）は、イギリスの俳優である。スコットランドのハミルトン出身。日本では「ニコル・ウィリアムソン」とも表記される。

## 経歴と主な活動
ウィリアムソンは21歳で演劇の世界に入り、1961年にはケンブリッジのアート・シアターで重要な役を得た。その後ロンドンでの舞台活動を通じて高い評価を獲得し、ウィリアム・シェイクスピア劇を主な得意演目として数多くの舞台に出演した。その安定した高い演技力は、テレビや映画などの映像作品にも活かされた。
特に日本で知られる出演作品としては、1976年の映画『シャーロック・ホームズの素敵な挑戦』での名探偵ホームズ役や、1983年の映画『マクベス』などがある。
また、1978年の映画『名探偵再登場』で共演したピーター・フォークとは、テレビシリーズ『刑事コロンボ』のエピソード「攻撃命令」でも再共演を果たし、犯人役でコロンボと対決した。しかし、ウィリアムソンは後年のインタビューにおいて、『コロンボ』に出演したことをほとんど覚えていなかったと述べている。
その他、時代物や歴史劇においても重厚な存在感を示し、晩年の当たり役としてはSFヒーロー映画『スポーン』（1997年）での老勇者役が挙げられる。

## 死去
2011年12月16日、食道がんのためオランダのアムステルダムにて死去した。75歳没。2年間にわたる闘病生活を送っていたという。

## 主な出演作品

### 映画
| 公開年 | 邦題 原題                                                      | 役名                       | 備考           |
| ------ | -------------------------------------------------------------- | -------------------------- | -------------- |
| 1968   | The Bofors Gun                                                 | オローク                   |                |
| 1968   | Inadmissible Evidence                                          | ビル                       |                |
| 1969   | 悪魔のような恋人 Laughter in the Dark                          | サー・エドワード・モア     |                |
| 1969   | ハムレット Hamlet                                              | ハムレット                 |                |
| 1972   | 愛と死のエルサレム The Jerusalem File                          | ラング教授                 |                |
| 1972   | フランコ・ネロとナタリー・ドロンの サタンの誘惑 Le Moine       | The Duke of Talamur        |                |
| 1975   | ケープタウン The Wilby Conspiracy                              | ホーン                     |                |
| 1976   | ロビンとマリアン Robin and Marian                              | リトル・ジョン             |                |
| 1976   | シャーロック・ホームズの素敵な挑戦 The Seven-Per-Cent Solution | シャーロック・ホームズ     |                |
| 1977   | グッバイ・ガール The Goodbye Girl                              | オリヴァー・フライ         | クレジットなし |
| 1978   | 名探偵再登場 The Cheap Detective                               | シュリセル大佐             |                |
| 1979   | ヒューマン・ファクター The Human Factor                        | モーリス・キャッスル       |                |
| 1981   | エクスカリバー Excalibur                                       | マーリン                   |                |
| 1981   | 恐るべき訪問者 Venom                                           | Cmdr. William Bulloch      |                |
| 1982   | 暗闇からの脱出 I'm Dancing as Fast as I Can                    | デレク                     |                |
| 1983   | マクベス Macbeth                                               | マクベス                   | テレビ映画     |
| 1984   | サハロフ/愛と自由を求めて Sakharov                             | Malyarov                   | テレビ映画     |
| 1985   | オズ Return to Oz                                              | Dr. Worley / The Nome King |                |
| 1987   | ブラック・ウィドー Black Widow                                 | ウィリアム・マクローリー   |                |
| 1990   | エクソシスト3 The Exorcist III                                 | モーニング神父             |                |
| 1996   | たのしい川べ The Wind in the Willows                           | アナグマ                   |                |
| 1997   | スポーン Spawn                                                 | Cogliostro                 |                |

### テレビシリーズ
| 放映年 | 邦題 原題                                                        | 役名                     | 備考                   |
| ------ | ---------------------------------------------------------------- | ------------------------ | ---------------------- |
| 1978   | 刑事コロンボ Columbo                                             | エリック・メイソン       | エピソード『攻撃命令』 |
| 1985   | コロンブス/大いなる生涯 Christopher Columbus                     | フェルナンド2世          | ミニシリーズ           |
| 1986   | ガンジーと総督/自由への長い道 Lord Mountbatten: The Last Viceroy | ルイス・マウントバッテン | ミニシリーズ           |